# Albin Lindahl

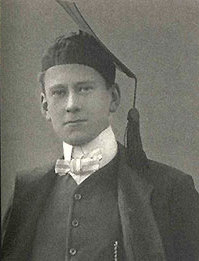
Albin Lindahl som Charley i Charleys tant av Brandon Thomas.

Albin Teodor Lindahl, född 4 april 1882 i Klara församling i Stockholm, död 17 augusti 1968 på Höstsol i Täby, var en svensk skådespelare, sångare och teaterekonom.

## Biografi
Lindahl scendebuterade 1900 vid Bror Olssons teatersällskap. Han engagerades i Carl Deurells sällskap 1901–1903, vid Östermalmsteatern 1903–1904 och därefter tre säsonger i landsorten. Han var vid Dramaten 1907–1910 och var därefter var han engagerad vid olika turnerande landsortssällskap fram till 1926, då han engagerades vid Lorensbergsteatern i Göteborg. Mellan 1934 och 1956 var han engagerad vid Göteborgs Stadsteater där han även var kamrer. 
Lindahl tilldelades Göteborgs stads förtjänsttecken 1953. Vid sidan av teatern gjorde han turnéer som Bellmansångare och han sjöng in 58 epistlar och sånger. Lindahl är begraven på Norra begravningsplatsen i Solna.
Han gifte sig 1912 med skådespelaren Anna-Lisa Hellström (1887–1949). De fick barnen Ann Mari Ström (1914–2003) och Tom Lindahl (1920–1998), som båda blev verksamma inom teatern. Dotterdottern Lena Söderblom (född 1935) växte också upp hos makarna Lindahl.

## Filmografi
- 1918 – Spöket på Junkershus
- 1922 – Anderssonskans Kalle
- 1923 – Anderssonskans Kalle på nya upptåg

## Teater

### Roller (ej komplett)
| År   | Roll                   | Produktion                                                            | Regi                      | Teater                     |
| ---- | ---------------------- | --------------------------------------------------------------------- | ------------------------- | -------------------------- |
| 1908 | Förste portchesbäraren | De löjliga preciöserna Molière                                        | Emil Grandinson           | Dramaten                   |
| 1908 | Nasse                  | Samvetets mask Ludwig Anzengruber                                     | Gustaf Linden             | Dramaten                   |
| 1915 | Adoubi                 | En fiffikus Paul Frank                                                | Justus Hagman             | Vasateatern                |
| 1915 | Robert Jeffries senior | Kärleken segrar Charles Klein                                         | Justus Hagman             | Vasateatern                |
| 1919 | Escalus                | Romeo och Julia (The Tragedy of Romeo and Juliet) William Shakespeare | Gunnar Klintberg          | Svenska teatern, Stockholm |
| 1923 | Apotekaren             | Högt spel Ernst Didring                                               | Gerda Lundequist-Dalström | Helsingborgs stadsteater   |
| 1923 | Adolf Roland           | Moral Ludwig Thoma                                                    | Torsten Hammarén          | Helsingborgs stadsteater   |
| 1923 | Lindberg               | Fjärde budet Sigurd Wallén                                            | Albin Lindahl             | Helsingborgs stadsteater   |
| 1923 | Viotti Andersson       | Signade tider Algot Sandberg                                          | Albin Lindahl             | Helsingborgs stadsteater   |
| 1923 | Julius Sommerblom      | Det lyckliga valet Nils Kjær                                          | Torsten Hammarén          | Helsingborgs stadsteater   |
| 1924 | Makepease Witter       | Din nästas fästmö Adelaide Matthews och Anne Nichols                  | Torsten Hammarén          | Helsingborgs stadsteater   |
| 1924 | von Weiding            | Disciplin Einar Fröberg                                               | Torsten Hammarén          | Helsingborgs stadsteater   |
| 1924 | Rödingen               | Åtrå Jacinto Benavente                                                | Gerda Lundequist-Dalström | Helsingborgs stadsteater   |
| 1924 | Doktor Sarkany         | Försvarsadvokaten Ferenc Molnár                                       | Torsten Hammarén          | Helsingborgs stadsteater   |
| 1924 | Georges Davray         | Vännen Lorel Adrien Vély och H. R. Girardet                           | Torsten Hammarén          | Helsingborgs stadsteater   |
| 1924 | Herr Y                 | Paria August Strindberg                                               | Hjalmar Peters            | Helsingborgs stadsteater   |
| 1924 | Scrubby                | Till främmande hamn Sutton Vane                                       | Torsten Hammarén          | Helsingborgs stadsteater   |
| 1924 | Jan Hansson            | Värmlänningarna Fredrik August Dahlgren och Andreas Randel            | Hjalmar Peters            | Helsingborgs stadsteater   |
| 1925 | Lovén                  | Dagens hjälte Carlo Keil-Möller                                       | Torsten Hammarén          | Helsingborgs stadsteater   |
| 1925 | Herbert Warren         | Vår lilla fru Avery Hopwood                                           | Torsten Hammarén          | Helsingborgs stadsteater   |
| 1925 | Godsägare Engelstoft   | Thora van Deken Henrik Pontoppidan och Hjalmar Bergstrøm              | Gerda Lundequist-Dalström | Helsingborgs stadsteater   |
| 1925 | Randall                | Kära släkten Gustav Esmann                                            | Gerda Lundequist-Dalström | Helsingborgs stadsteater   |
| 1925 | Larson                 | Lite ljuga... Sven Åkerberg                                           | Helge Wahlgren            | Helsingborgs stadsteater   |
| 1925 | Gaston Rieux           | Kameliadamen Alexandre Dumas den yngre                                | Helge Wahlgren            | Helsingborgs stadsteater   |
| 1925 | Professor Turman       | Geografi och kärlek Bjørnstjerne Bjørnson                             | Helge Wahlgren            | Helsingborgs stadsteater   |
| 1925 | Sakristanen            | Löftet Tomasino Scotti                                                | Gerda Lundequist-Dalström | Helsingborgs stadsteater   |
| 1925 | Bellman                | En aftonstund på "Tre Liljor" Knut Michaelson                         |                           | Helsingborgs stadsteater   |
| 1925 | Ivar Munk              | Ljungby horn Edgar Collin, Vilhelm Østergaard, och Alfred Ipsen       | Helge Wahlgren            | Helsingborgs stadsteater   |
| 1926 | Evensen                | Stora barndopet Oskar Braaten                                         | Helge Wahlgren            | Helsingborgs stadsteater   |
| 1926 | Polisnotarien          | Liliom Ferenc Molnár                                                  | Torsten Hammarén          | Helsingborgs stadsteater   |
| 1926 | Bankir Redel           | Nationalmonumentet Tor Hedberg                                        | Helge Wahlgren            | Helsingborgs stadsteater   |
| 1955 | Eggerson               | Privatsekreteraren T.S. Eliot                                         | Hans Råstam               | Atelierteatern             |
| 1956 |                        | Job Klockmakares dotter Sara Lidman                                   | Gösta Terserus            | Riksteatern                |
| 1958 | Prosten                | Värmlänningarna Fredrik August Dahlgren och Andreas Randel            | Ingmar Bergman            | Malmö stadsteater          |

### Regi (ej komplett)
| År   | Produktion    | Upphovsmän     | Teater                   |
| ---- | ------------- | -------------- | ------------------------ |
| 1923 | Fjärde budet  | Sigurd Wallén  | Helsingborgs stadsteater |
| 1923 | Signade tider | Algot Sandberg | Helsingborgs stadsteater |